# Сентертаун (Теннессі)
Сентертаун (англ. Centertown) — місто (англ. town) в США, в окрузі Воррен штату Теннессі. Населення — 297 осіб (2020).

## Географія
Сентертаун розташований за координатами 35°43′31″ пн. ш. 85°55′12″ зх. д. / 35.72528° пн. ш. 85.92000° зх. д. (35.725334, -85.919940).  За даними Бюро перепису населення США в 2010 році місто мало площу 2,43 км², уся площа — суходіл.

## Демографія
Згідно з переписом 2010 року, у місті мешкали 243 особи в 99 домогосподарствах у складі 74 родин. Густота населення становила 100 осіб/км².  Було 113 помешкання (47/км²).
Расовий склад населення:
| - 98,8 % — білих - 0,4 % — корінних американців |

До двох чи більше рас належало 0,8 %. Частка іспаномовних становила 0,4 % від усіх жителів.
За віковим діапазоном населення розподілялося таким чином: 25,5 % — особи молодші 18 років, 65,0 % — особи у віці 18—64 років, 9,5 % — особи у віці 65 років та старші. Медіана віку мешканця становила 37,5 року. На 100 осіб жіночої статі у місті припадало 88,4 чоловіків;  на 100 жінок у віці від 18 років та старших — 86,6 чоловіків також старших 18 років.
Середній дохід на одне домашнє господарство  становив 54 293 долари США (медіана — 46 250), а середній дохід на одну сім'ю — 59 317 доларів (медіана — 52 083). Медіана доходів становила 45 556 доларів для чоловіків та 30 694 долари для жінок. За межею бідності перебувало 6,4 % осіб, у тому числі 7,9 % дітей у віці до 18 років та 11,4 % осіб у віці 65 років та старших.
Цивільне працевлаштоване населення становило 127 осіб. Основні галузі зайнятості: освіта, охорона здоров'я та соціальна допомога — 33,1 %, виробництво — 16,5 %, будівництво — 10,2 %, роздрібна торгівля — 8,7 %.